# Euphorbia schlechtendalii
La medicina de las gallinas (Euphorbia schlechtendalii) es una especie de planta fanerógama perteneciente a la familia Euphorbiaceae. Es endémica de México.  

## Descripción
Es un arbusto o árbol  pequeño, que alcanza un tamaño de hasta 5 m de alto, tallos glabros, nudos hinchados. Hojas verticiladas, ampliamente ovadas a casi orbiculares, 0,7–3 cm de largo y 0,5–2 cm de ancho, ápice redondeado a ampliamente obtuso, base redondeada a abruptamente cuspidada, márgenes enteros, membranáceas, glabras; pecíolos filiformes, hasta 3 cm de largo. Ciatio en cimas terminales y axilares, compactas, involucro glabro, brácteas verdes, glándulas 5, elípticas a suborbiculares, planas con apéndices formando un ancho margen alrededor de las glándulas, enteros o erosos, blancos. Cápsula 2–4 mm de largo, glabra; semillas ovoides, 2–4 mm de largo, tuberculadas, foveoladas, ecarunculadas.

## Distribución y hábitat
Originaria de México. Presente en clima cálido desde los 12 y los 650 m s. n. m., asociada a vegetación perturbada derivada de bosque tropical caducifolio, sabana y manglar.

## Propiedades
En Oaxaca, se aplica a enfermedades venéreas y dolor de pecho (cuando hacen daño los alimentos); se emplea el látex diluido en agua. En Yucatán, se utilizan las hojas maceradas contra la caspa.

## Taxonomía
Euphorbia schlechtendalii fue descrita por Pierre Edmond Boissier y publicado en Centuria Euphorbiarum 18. 1860.
Etimología
Euphorbia: nombre genérico que deriva del médico griego del rey Juba II de Mauritania (52 a 50 a. C. - 23), Euphorbus, en su honor – o en alusión a su gran vientre –  ya que usaba médicamente Euphorbia resinifera. En 1753 Carlos Linneo asignó el nombre a todo el género.
schlechtendalii: epíteto otorgado en honor del botánico alemán Diederich Franz Leonhard von Schlechtendal (1794 - 1886).
Sinonimia
- Aklema adinophylla (Donn.Sm.) Millsp.
- Aklema friderichsthalii (Boiss.) Millsp.
- Aklema friedrichsthallii (Boiss.) Millsp.
- Aklema mayana (Millsp.) Millsp.
- Aklema nelsonii (Millsp.) Millsp.
- Aklema ovata (Schltdl.) Millsp.
- Alectoroctonum ovatum Schltdl.
- Euphorbia adinophylla Donn.Sm.
- Euphorbia friderichsthalii Boiss.
- Euphorbia friedrichsthalii Boiss.
- Euphorbia mayana Millsp.
- Euphorbia nelsonii Millsp.[5][6]